# 극장판 일곱 개의 대죄: 빛에 저주받은 자들
《극장판 일곱 개의 대죄: 빛에 저주받은 자들》(일본어: 劇場版 七つの大罪 光に呪われし者たち)는 2021년 7월 2일에 개봉한 일본의 애니메이션 영화이다.

## 성우진
주연
- 카지 유우키 - 멜리오다스 역
- 아마미야 소라 - 엘리자베스 역
- 쿠노 미사키 - 호크 역
- 유우키 아오이 - 다이앤 역
- 스즈키 타츠히사 - 반 역
- 후쿠야마 쥰 - 킹 역
- 사카모토 마아야 - 멀린 역
- 스기타 토모카즈 - 에스카노르 역

조연